# Barmen
Barmen és un districte de la ciutat de Wuppertal, en el land de Rin del Nord-Westfàlia, Alemanya. Prové de la unió de diferents llocs i pobles de la regió. El seu principal lloc era Gemarke. En 1808 va ser convertit oficialment en ciutat i el 1815 se'l declarà part del districte de Elberfeld. Tenia al seu càrrec altres ciutats: la ciutat de Gemarke, el llogaret de Wupperfeld (des de 1780), més els pobles de Heckinghausen, Rittershausen, Wichlinghausen, el mas de Karnap i 58 altres llocs més petits amb els quals conformaven una província. En 1930 va passar a formar part de la ciutat de Wuppertal.

## Persones il·lustres
- Carl Gotthelf Glaeser (1784-1829), músic i escriptor, treballà i morí en aquesta ciutat.
- Friedrich Bayer (1825-1880), industrial nascut a la ciutat, fundador de l'empresa química farmacèutica Bayer AG.
- F. W. Francke (1862-...?) organista.
- Friedrich Engels
- Paul Hoeffer (1895-1949), compositor musical.

## Demografia
| Evolució de la població |              |              |               |        |        |        |         |         |         |
| Any                     | 1591         | 1640         | 1800          | 1810   | 1840   | 1875   | 1890    | 1900    | 1851    |
| Habitants               | 1.000 aprox. | 1.900 aprox. | 12.000 aprox. | 16.289 | 30.847 | 86.504 | 116.144 | 141.947 | 169.214 |

| 1919    | 1925    | - | - | - | - | - | - | - |
| ------- | ------- | - | - | - | - | - | - | - |
| 156.326 | 187.099 | - | - | - | - | - | - | - |